# Вернон, Констанс
Констанс Вернон (2 января 1939 — 21 января 2013) — немецкая балерина, была директором балетной академии и балетной труппы. В период с 1963 по 1981 года она была прима-балериной немецкого оперного театра в Мюнхене, Баварская государственная опера. Констанс преподавала в Мюнхенской высшей школе музыки и театра, а также являлась основательницей балетной академии Heinz-Bosl-Stiftung, которая была открыта в память о ее партнере по сцене Гейнца Босла. Закончив карьеру балерины, она заняла должность директора балетной труппы Bayerisches Staatsballett.

## Карьера
Констанс Вернон родилась в Берлине в семье музыковеда Фридриха Герцфельда. В возрасте 6 лет Констанс начала брать уроки балета у Татьяны Гзовской. В 14 лет она выступала в балетной труппе Берлинской государственной оперы, в 17 лет она стала ее самой молодой солисткой. Позже Хайнц Розен пригласил ее в Баварскую государственную оперу, где с 1963 по 1981 год она была прима-балериной. Ее партнерами по сцене были Винфрид Криш и Гейнц Босл. Наиболее знамениты ее интерпретации классического и современного репертуаров: «Жизель», партия Татьяны в «Евгении Онегине» в постановке Джона Кранко.
Вернон работала в Мюнхенской высшей школе музыки и театра сначала в роли преподавателя, а затем в качестве профессора и директора балетной академии Мюнхена. В 1978 году в память о скончавшемся Гейнце Босле она основала фонд — академию балета Heinz-Bosl-Stiftung. Вернон удалось добиться отделения балетной труппы от Staatsoper, сформировав независимый Баварский государственный балет, где с 1988 по 1998 год занимала должность директора. В 2010 году она прекратила работу в балетной академии Мюнхена и основала балетную труппу для юниоров, которая соединила академическую балетную подготовку и профессиональных танцоров.
23 января 2013 года Констанс Вернон скончалась в Мюнхене.

## Награды
- 1962 — приз Сержа Лифаря, Вернон стала первой немкой, удостоявшейся награды Парижской академии[3].
- 1982 — Баварский орден «За заслуги».
- 1991 — престижная премия Германии за художественный танец (Deutscher Tanzpreis).
- 1998 — была удостоена звания почётного члена Баварской Государственной оперы.
- 2007 — была награждена золотой медалью Bayerische Verfassungsmedaille.